# Wonderfalls
Wonderfalls ist der Titel einer Fernsehserie. Der Sender Fox strahlte vom 12. März bis zum 1. April 2004 in den USA vier der 13 produzierten Folgen aus und setzte die Serie dann ab. Erdacht wurde sie von Bryan Fuller (Dead Like Me – So gut wie tot) und Todd Holland (Malcolm mittendrin). Ausführender Produzent war Tim Minear (Angel – Jäger der Finsternis, Firefly – Der Aufbruch der Serenity). Alle Folgen mit Bonusmaterial sind auf einem 3-DVD-Set erschienen. Eine deutsche Fassung der Serie existiert nicht.

## Handlung
Die Serie spielt in Niagara Falls und folgt dem Leben von Jaye Tyler (Caroline Dhavernas). Da die junge Frau das Leistungs- und Karrieredenken ihrer wohlhabenden Familie ablehnt, arbeitet sie nach einem geisteswissenschaftlichen Studium als Verkäuferin in einem Souvenirladen und lebt in einer Wohnwagensiedlung. Das „Wunderbare“ kommt ins Spiel, als zuerst ein kleiner Wachslöwe aus einem Automaten, später auch andere Tierfiguren anfangen, mit Jaye zu sprechen und sie – meist gegen ihren Willen – dazu bringen, gute Taten zu tun, auch wenn diese oft zunächst nicht als gute Taten zu erkennen sind. So fährt sie beispielsweise ihren Vater mit dem Auto an, weil sie von sprechenden Plastikflamingos abgelenkt wird; bei der Untersuchung seines gebrochenen Beins wird dann ein lebensbedrohlicher Thrombus diagnostiziert, der sonst unbemerkt geblieben wäre.
Während fast jede Folge von einem konkreten Fall handelt, in dem Jayes Hilfe vonnöten ist, entwickelt sich auch eine übergeordnete Handlung, die sich vor allem um Jayes Beziehung zum Barkeeper Eric und dessen Beziehung zu seiner Ex-Frau (dargestellt von Jewel Staite) sowie um verschiedene familiäre Angelegenheiten der Tylers dreht.

## Ausstrahlung
Ursprünglich sollte die Serie im Herbst 2003 in den USA starten, wurde dann jedoch bis ins Frühjahr 2004 verschoben. Die erste Folge der Serie wurde im März 2004 auf FOX ausgestrahlt und erhielt positive Rückmeldungen von Kritikern. Den positiven Reaktionen zum Trotz hatte die Serie Probleme, eine größere Zuschauerzahl anzuziehen, was mit dem Sendeplatz am Freitagabend zu tun haben dürfte, an welchem schon zahlreiche Serien vor Wonderfalls scheiterten, sowie mit dem geringen Werbeaufwand. Als die erste Folge dann am Donnerstagabend wiederholt wurde, erreichte die Serie etwas bessere Einschaltquoten, weshalb FOX diesen Sendeplatz beibehielt, aber nicht ausreichend bewarb, was in weiterhin niedrigen Zuschauerzahlen resultierte. Schließlich wurde die Serie nach nur vier ausgestrahlten Folgen abgesetzt. Eine fünfte Episode wurde zwar angekündigt, aber nie ausgestrahlt.
Nach der Absetzung versuchten die Produzenten erfolglos, andere Fernsehsender für die Serie zu interessieren. Ein paar der nicht ausgestrahlten Folgen wurden im Sommer 2004 in einigen Kinos in Los Angeles gezeigt, außerdem wurden mehrere Episoden illegal ins Internet gestellt, von denen einige allerdings noch nicht fertig bearbeitet waren.
Mittlerweile wurde die Serie auf dem amerikanischen Kabelsender Logo mehrmals ausgestrahlt. Über eine Ausstrahlung in Deutschland ist nichts bekannt.

## Fan-Unterstützung und DVD-Veröffentlichung
Trotz der Absetzung gelang es der Serie, eine loyale Fan-Gemeinschaft aufzubauen. Fans gründeten eine Kampagne zur Rettung von Wonderfalls mit begleitender Internetseite. Als klar wurde, dass die Serie nicht mehr zu retten ist, setzten sie sich schließlich für eine Veröffentlichung auf DVD ein. Die Produzenten Bryan Fuller und Todd Holland und die Schauspielerinnen Caroline Dhavernas und Katie Finneran erklärten in einem Audiokommentar auf der DVD-Box der Serie auch, dass die DVD ohne das Engagement der Fans vermutlich nie herausgebracht worden wäre.
Die am 1. Februar 2005 veröffentlichte englischsprachige DVD-Box beinhaltete neben einer Behind-the-scenes-Dokumentation auch Audiokommentare und ein Musikvideo.

## Geplante Storylines
Bryan Fuller und seine Autoren hatten sich auch bereits Gedanken über zukünftige Storylines gemacht, welche auf Grund der Absetzung nicht umgesetzt werden konnten. Folgende Pläne wurden im Begleitmaterial des DVD-Sets für die Zukunft der Serie genannt:
- In der zweiten Staffel hätte Jayes Gesprächstherapeut auf Basis seiner Sitzungsnotizen ein Buch über sie geschrieben, was zu ihrer Einweisung in die Psychiatrie geführt hätte.
- Jayes lesbische Schwester wäre unvorhergesehen schwanger geworden.
- Ein neuer Wachslöwe hätte den Original-Wachslöwen als Lügner entlarvt.
- Jaye hätte in der dritten Staffel den Jungen aus „Lovesick Ass“ in der Psychiatrie wieder getroffen und hätte ihm dort helfen sollen.

## Kritikerresonanz
Der Kritiker des San Francisco Chronicle bezeichnete Wonderfalls als „beste neue Drama-Serie“ und verglich die Hauptfigur mit Joan aus Die himmlische Joan.
Im The Onion A.V. Club wurde bei der Besprechung des DVD-Sets bemerkt, dass den clever-charmanten ersten Folgen, die sich weniger mit übergeordneten Handlungssträngen beschäftigten, schwächere Episoden folgten, die ebendies taten, und man somit nicht von einem „verlorenen Klassiker“ (lost classic) sprechen könne.

## Trivia
- Wegen ihres französisch-kanadischen Akzents bereitete sich Caroline Dhavernas mit einem gezielten Sprechtraining für ihre Rolle als US-Amerikanerin vor.
- „Animal Crackers“, „The Tchotchke Whisperer“, „Normally Insane“, „What Ever Happened to Baby Jaye?“, „Babble Head“ und „Joan of Niagara“ wurden als Titel in Erwägung gezogen, bis man auf „Wonderfalls“ kam.
- Im ursprünglichen Pilot wurden sowohl Mahandra als auch Aaron von anderen Schauspielern gespielt. Kerry Washington spielte Mahandra, während Adam Scott die Rolle von Aaron spielte. Beide wurden später durch Tracie Thoms and Lee Pace ausgetauscht und die Szenen des Pilots, welche Mahandra und Aaron beinhalteten, mussten neugedreht werden.
- Verschiedene Autoren der Serie liehen den sprechenden Tierfiguren ihre Stimmen.